# Lonicera virgultorum
Lonicera virgultorum är en kaprifolväxtart som beskrevs av William Wright Smith. Lonicera virgultorum ingår i släktet tryar, och familjen kaprifolväxter. Inga underarter finns listade i Catalogue of Life.